# 京成バス千葉イースト成田空港営業所
京成バス千葉イースト成田空港営業所（けいせいバスちばイーストなりたくうこうえいぎょうしょ）は、千葉県成田市駒井野字山ノ台にある京成バス千葉イーストの営業所。
成田国際空港を発着する空港連絡バスおよび空港ターミナル間連絡バスのほか、高速バス、一般路線バスを運行する。京成バスからの移管路線、京成バスおよび京成グループのバス各社との共同運行路線も多い。
本項では、成田空港営業所の前身である成田空港交通株式会社（なりたくうこうこうつう）についても扱う。

## 成田空港交通
成田空港交通（なりたくうこうこうつう）は、千葉県成田市駒井野字山ノ台1368-22にあったバス事業者。京成電鉄の子会社であり、京成グループの企業であった。本社敷地内に成田営業所（同じく京成グループである旧・千葉交通の成田営業所とは別）を併設していた。
当時成田国際空港のターミナルと直結していなかった成田空港駅（現・東成田駅）の連絡バス輸送を目的に設立された。
2025年（令和7年）4月1日に行われた京成グループのバス事業再編により、千葉交通・千葉中央バス・千葉内陸バス・ちばフラワーバス・ちばシティバス・ちばグリーンバスと統合され、京成電鉄バスホールディングス傘下である京成バス千葉イーストの営業所となった。これに伴い、営業所名は成田営業所から成田空港営業所に変更された。

## 現行路線

### ターミナル間連絡バス

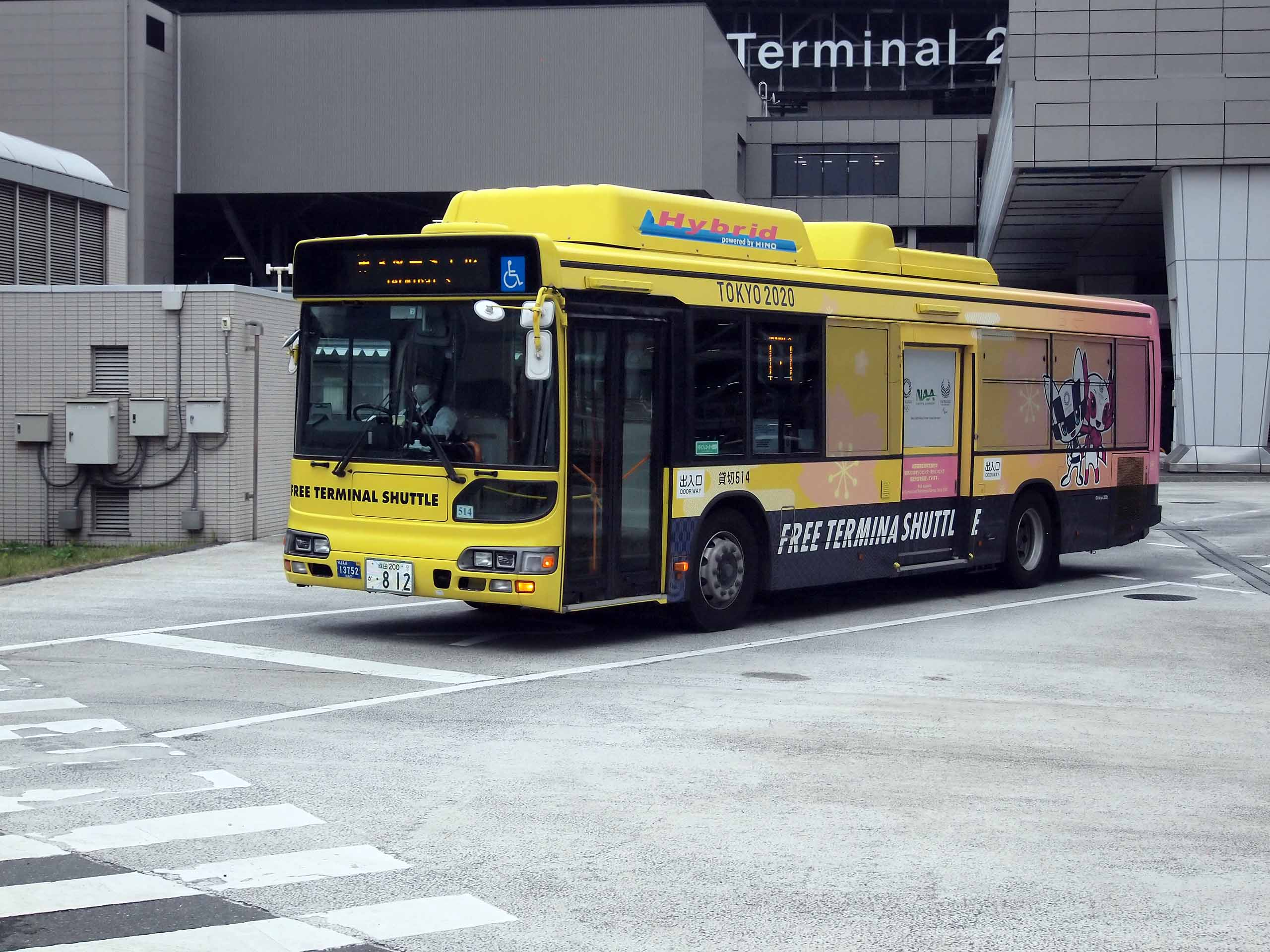
成田空港第2ターミナルを出発する514号車

成田空港第1ターミナル・第2ターミナル・第3ターミナルと、京成東成田線・芝山鉄道線の東成田駅を結ぶ。貸切扱いで運賃は無料。

### 空港連絡バス

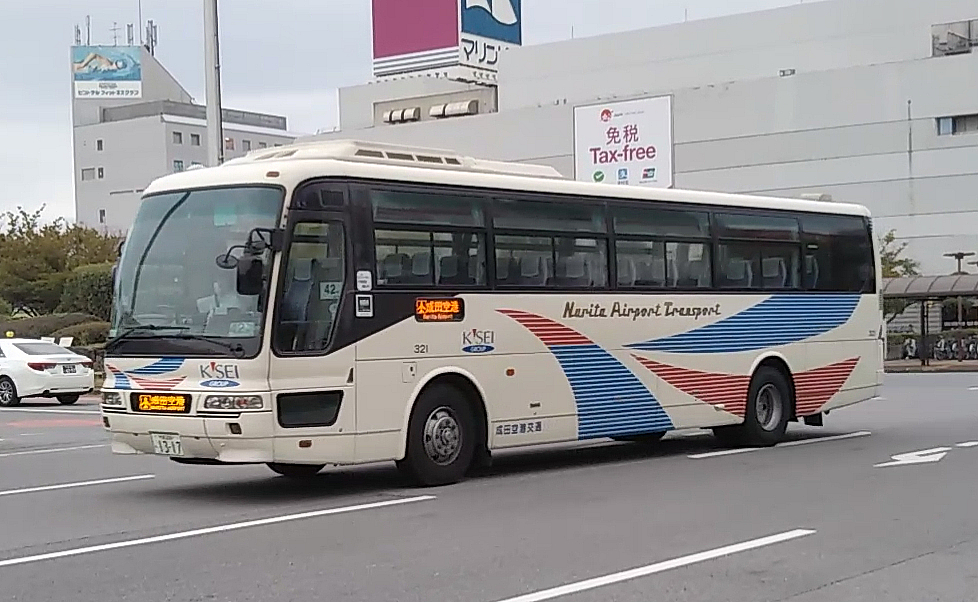
成田空港に向かう321号車（稲毛海岸駅にて撮影）

成田空港発着の空港連絡バス（高速バス）を運行している。
- つくば線 成田空港 - （ひたち野うしく駅）・つくばセンター・土浦駅東口（NATT'S）成田営業所〈旧・千葉交通〉との共管、関東鉄道との共同運行）
  - 2015年11月16日：常磐道から圏央道への経路変更により、牛久、竜ヶ崎ニュータウン、新利根には停車しなくなった。

- 柏・松戸線 成田空港 - 柏の葉キャンパス駅・柏駅西口（ザ・クレストホテル柏前）・流山おおたかの森駅西口（松戸駅西口）
  - 2008年6月16日：京成成田駅と日本医科大学千葉北総病院に停車し、代わりに栄町が廃止された。
  - 2013年9月1日：松戸駅発が廃止となり全便柏駅発となる。成田空港発は最終の1本のみ松戸駅まで運行、他の便はすべて柏駅止まりの運行となる。
  - 2015年10月1日：柏の葉キャンパス駅へ停車。全便の千葉ニュータウン中央駅と柏発朝便・成田空港発最終便の日本医科大学への停車が廃止。定時性確保のために柏の葉キャンパス駅 - 京成成田駅間を常磐道・圏央道経由とする。
  - 2016年4月16日：全便高速道路経由で運行となり、京成成田駅、日医大千葉北総病院には停車しなくなった。
  - 2017年4月1日：1日2往復（空港発1本のみ松戸駅まで運行）に減便。
  - 2020年2月1日：流山おおたかの森駅発が1本に減便。成田空港発便は変更なし。

- 千葉線 成田空港 - 海浜幕張駅・幕張地区ホテル・検見川浜駅・稲毛海岸駅（新港営業所〈旧・ちばシティバス〉との共管、京成バスとの共同運行）
  - 2014年4月1日：千葉駅（東口）には乗り入れず千葉駅西口へ変更。
  - 2014年7月23日：一部便がイオンモール幕張新都心に乗り入れ。
  - 2017年7月15日：千葉みなと駅に乗り入れ。
  - 2019年3月28日：幸町第三・千葉みなと駅・千葉駅西口・千葉中央駅の停留所を廃止。

- 立川線 成田空港 - 立川駅・パレスホテル立川前・玉川上水駅（東京空港交通、立川バス、リムジン・パッセンジャーサービスとの共同運行）　　　　　　　　　　　　　　　　　　　　
2020年4月11日：新型コロナウイルス感染症流行により運休

- エアポートバス東京・成田（旧・東京シャトル）
  - 成田空港 - 東京駅八重洲口・銀座駅・東雲車庫・大江戸温泉物語（京成バス、京成バス千葉ウエスト〈旧・京成トランジットバス〉、京成バス千葉セントラル〈旧・京成バスシステム〉、平和交通、あすか交通、西岬観光、JRバス関東との共同運行）

- 藤沢線 成田空港 - 戸塚駅（戸塚バスセンター）・藤沢駅北口・辻堂駅北口・茅ヶ崎駅北口
  - 2016年4月1日：京成バスより移管。湘南神奈交バス（現・神奈川中央交通西→神奈川中央交通）との共同運行。
  - 2016年10月1日：成田空港交通の単独運行に変更。
  - 2017年4月1日：1日2往復に減便。
  - 2019年8月1日：1日1往復に減便。成田空港発は辻堂駅止まりとなる。
  - 2020年4月1日：新型コロナウイルス感染症流行により運休

### 長距離バス

#### 仙台線

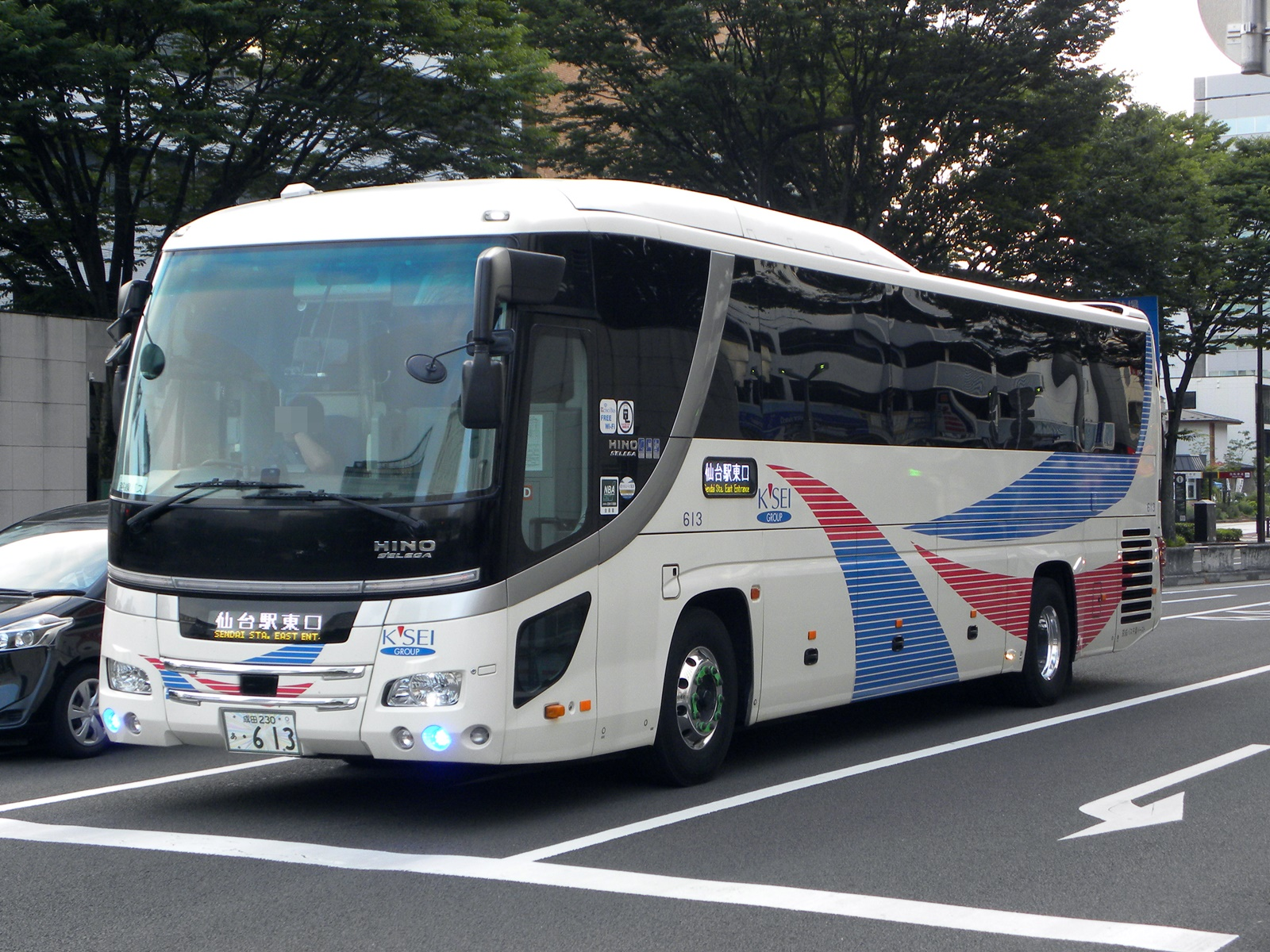
仙台駅東口に到着した仙台線

松島仙台線・仙台線ともに、原則としてトイレ付き3列独立シート車両で運行。予約・発券は京成バス高速バス予約センターで行い、成田空港交通は運行業務のみ行っている。

##### 松島仙台線

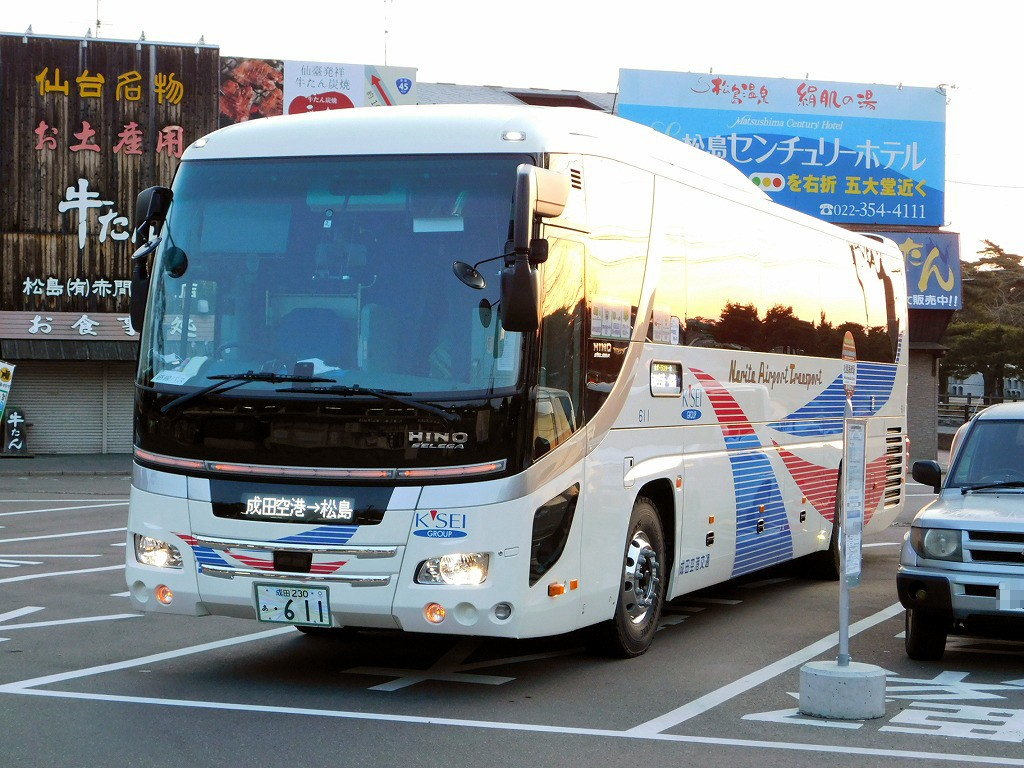
夜行便運行当時の松島仙台線（松島海岸駅にて）

千葉県成田市・船橋市・東京都中央区と宮城県仙台市・宮城郡松島町を結ぶ昼行高速バス。宮城交通と共同運行。便名はザ・サンライナー（従来運行していた夜行便「ポーラスター号」は運休中）。
主な運行経路
成田空港 - 西船橋駅 - バスターミナル東京八重洲 - 仙台駅前（宮交仙台高速バスセンター） - 松島海岸駅
路線沿革
- 1989年（平成元年）3月23日：京成電鉄・宮城交通の2社により、成田空港 - 仙台駅前間で夜行高速バス「ポーラスター号」運行開始当時のパンフレット。
- 1991年（平成3年）3月19日：西船橋駅・松戸駅での乗降取り扱いを開始。 成田空港  - 西船橋駅 - 松戸駅 - 仙台駅前　となる。京成電鉄成田空港駅（のちの東成田駅）への停車取りやめ。
- 1993年（平成5年）頃：成田空港から東京ディズニーランド(TDL)まで延長。
- 1994年（平成6年）3月15日：仙台側を国道45号線経由で石巻まで延長。本塩釜駅前・松島案内所(五大堂前)・石巻駅前・石巻営業所の順に停車。
- 1999年（平成11年）5月：千葉側の運行担当を成田空港交通に移管。京成は予約等の運行支援業務のみの担当となる。
- 2001年（平成13年）9月4日：東京ディズニーシー（TDS）開園に伴いTDS停留所を追加。
- 2004年（平成16年）4月17日：仙台 - 石巻間廃止により、仙台発着に戻る。
- 2005年（平成17年）3月28日：松戸駅停車を廃止。柏駅・海浜幕張駅停車を開始。経路も成田空港 - 海浜幕張駅 - TDL/TDS - 西船橋駅 - 柏駅 - 仙台駅前に変更。
- 2006年（平成18年）6月30日：海浜幕張駅・東京ディズニーランド・東京ディズニーシー経由を廃止し、千葉駅（東口）経由に変更、現行の運行経路となる。
- 2010年（平成22年）7月1日：仙台駅東口バスターミナルに延長乗り入れ。
- 2013年（平成25年）2月1日：宮城交通便が休止、成田空港交通の単独運行となる。
- 2014年（平成26年）4月1日：運賃改定。
- 2018年（平成30年）
  - 3月16日：この日の出発便より松島海岸駅まで延伸。JR千葉駅、仙台駅東口停車を廃止。運賃を一部改定。
  - 9月1日：この日の出発便より、成田空港発の便に限り西船橋駅での降車が可能になる。

- 2023年（令和5年）
  - 7月14日：昼行高速バス「ザ・サンライナー」の運行を開始。

使用車両
- 独立3列シート（28人乗り）・トイレ付ハイデッカー車で運行。

利用状況
| 年度               | 運行日数 | 運行便数 | 年間輸送人員 | 1日平均人員 | 1便平均人員 |
| 2002（平成14）年度 | 365      | 748      | 13,714       | 37.6        | 18.3        |
| 2003（平成15）年度 | 365      | 738      | 12,656       | 34.7        | 17.1        |
| 2004（平成16）年度 | 365      | 732      | 12,816       | 35.1        | 17.5        |
| 2005（平成17）年度 | 365      | 730      | 10,499       | 28.8        | 14.4        |
| 2006（平成18）年度 | 365      | 732      | 10,663       | 29.2        | 14.6        |
| 2007（平成19）年度 | 366      | 732      | 10,256       | 28.0        | 14.0        |

##### 仙台線
運行経路
成田空港 - 東京ディズニーランド - 東京駅 - 仙台駅東口（ジェイアールバス東北と共同運行）
路線沿革
- 2019年（平成31年）4月16日：運行開始。
- 2020年（令和2年）12月11日：東京駅経由となり、ドリーム仙台・東京成田号という愛称が設定される。

#### 和歌山線
千葉県千葉市と和歌山県和歌山市を結ぶ夜行高速バス。和歌山バスと共同運行で、便名はサウスウェーブ号。仙台線と同様に、元々京成バスの運行していたものが移管され（2009年4月16日）、予約・発券は京成バスで行い、成田空港交通は運行業務のみ行っている。路線の変遷等についてはサウスウェーブ号の項参照のこと。
主な運行経路
海浜幕張駅 - 西船橋駅 - 東京ディズニーシー - 東京ディズニーランド - 京成上野駅 - 横浜駅 (YCAT) - 堺東駅前 - 堺駅前 - 泉ヶ丘駅 - JR和歌山駅 - 南海和歌山市駅

#### 長野線

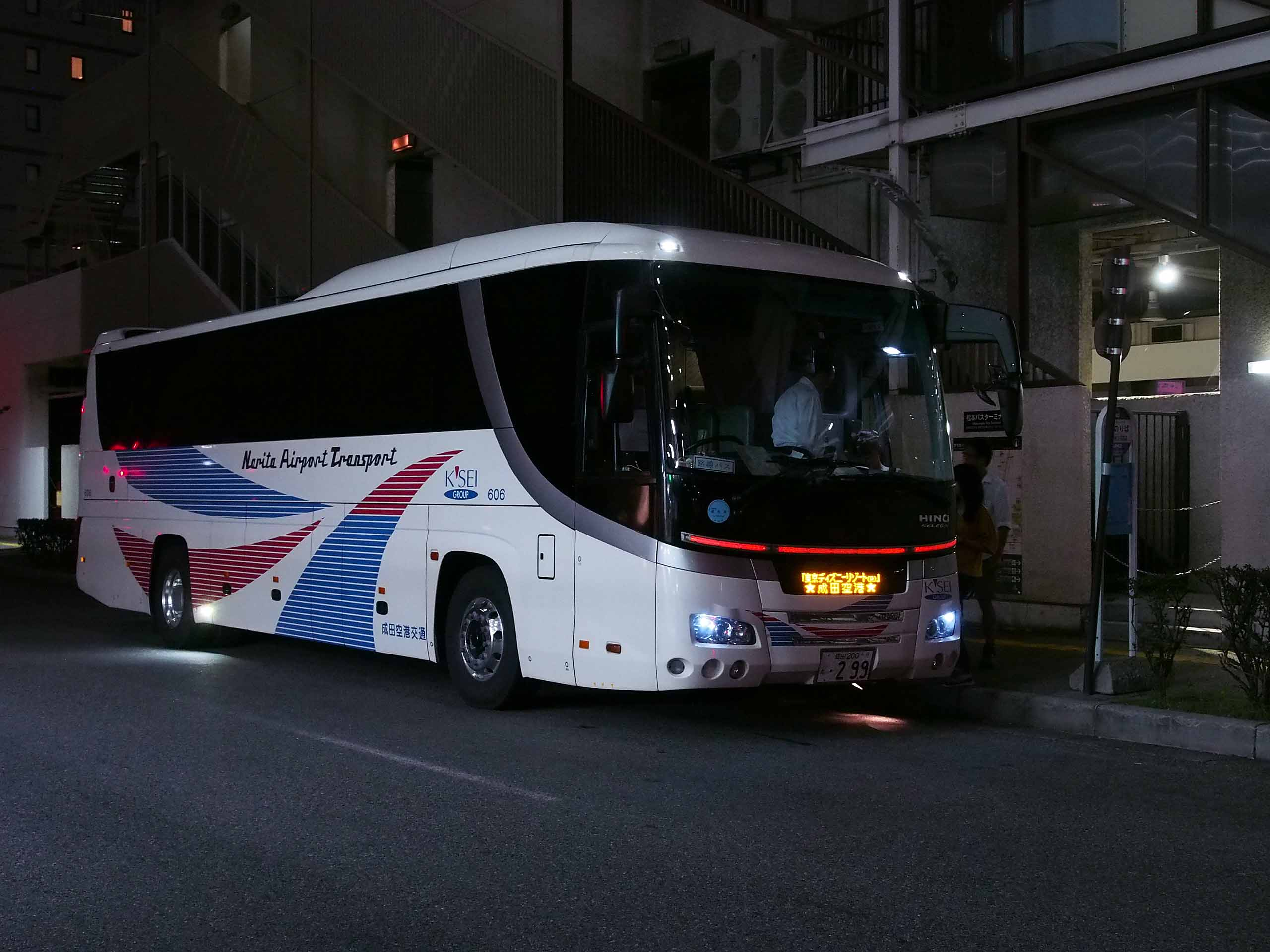
長野線（松本バスターミナルにて2018年撮影）

千葉県成田市と長野県長野市を結ぶ夜行高速バス。アルピコ交通（長野支社）と共同運行。他の夜行高速バスと同様、予約・発券は京成バスが行い、成田空港交通は運行業務のみ行う。
主な運行経路
成田空港 - 西船橋駅 - 東京ディズニーランド - 東京ディズニーシー - 京成上野駅 - バスターミナル東京八重洲 - 中央道茅野- 長野道みどり湖 - 長野道広丘野村 - 長野道神林 - 松本インター前 - 松本駅（松本バスターミナル） - 長野道安曇野 - 長野インター前 - 長野バスターミナル - 長野駅
路線沿革
- 2012年（平成24年）2月1日：運行開始。
- 2013年（平成25年）12月2日：成田空港発着となり、千葉中央駅、海浜幕張駅は経由しなくなった。
- 2019年（令和元年）11月1日：千葉側は上野・浅草・西船橋経由成田空港発着便と東京ディズニーリゾート発着便に2系統分離して両社共に毎日運行、往路便を成田空港発着、復路便をディズニーリゾート発着とするように改められた。これにより成田空港交通便は成田空港発長野行き～長野発ディズニーリゾート行き、アルピコ便は長野発成田空港行き～ディズニーリゾート発長野行きという運行パターンとなった。
- 2021年（令和3年）12月24日：2系統を統合し西船橋・ディズニーリゾート・上野・浅草経由の成田空港発着便の1日1往復で運行を再開、両社が隔日交互運行という以前の形となった。
- 2022年（令和4年）9月26日：浅草雷門での乗降扱いを休止し、新たにバスターミナル東京八重洲での乗降扱いを開始した。

### 一般路線バス
2020年3月16日より、PASMOほか交通系ICカード全国相互利用サービスの取り扱いを開始。ただし、バス利用特典サービスは実施しない。なお、同年4月1日開設の国際医療福祉大学成田病院線においては、ICカード利用時に割引運賃が適用となる。
成田空港周遊系統（さくらの山線、そらまる線、南部博物館線）の日中時間帯に利用可能なデイタイムフリー乗車券「そらまるきっぷ」も発売している。
- 南部博物館線
  - 成田空港第2ターミナル - 臨空ビル前・芝山千代田駅入口 - 南部貨物地区 - 航空博物館入口(プロロジスセンター) - 南部工業団地(航空機材前) - 航空博物館入口(プロロジスセンター) - 南部貨物地区 - 臨空ビル前・芝山千代田駅入口 - 成田空港第2ターミナル
  - 成田空港第2ターミナル → 臨空ビル前・芝山千代田駅入口 → 南部貨物地区 → 航空博物館入口(プロロジスセンター) → 南部工業団地(航空機材前) → 森の病院前 → 三里塚 → 南部貨物地区 → 臨空ビル前・芝山千代田駅入口 → 成田空港第2ターミナル　※平日朝運転
  - 成田空港第2ターミナル → 臨空ビル前・芝山千代田駅入口 → 南部貨物地区 → 博物館北 → 航空科学博物館 → 森の病院前 → 三里塚 → 南部貨物地区 → 臨空ビル前・芝山千代田駅入口 → 成田空港第2ターミナル　※平日日中運転
  - 成田空港第2ターミナル - 臨空ビル前・芝山千代田駅入口 - 南部貨物地区 - 博物館北 - 航空科学博物館 - 南部工業団地(航空機材前) - サテライト成田 - 南部工業団地(航空機材前) - 博物館北 - 航空科学博物館 - 博物館北 - 南部貨物地区 - 臨空ビル前・芝山千代田駅入口 - 成田空港第2ターミナル
  - 成田空港第2ターミナル - 臨空ビル前・芝山千代田駅入口 - 南部貨物地区 - 南部工業団地(航空機材前) - サテライト成田 - 南部貨物地区 - 臨空ビル前・芝山千代田駅入口 - 成田空港第２ターミナル(平日のみ運行)
  - 成田空港第2ターミナル - 臨空ビル前・芝山千代田駅入口 - 南部貨物地区 - 博物館北 - 航空科学博物館 - 博物館北 - 南部工業団地(航空機材前) - 博物館北 - 航空科学博物館 - 博物館北 - 南部貨物地区 - 臨空ビル前・芝山千代田駅入口 - 成田空港第2ターミナル(平日のみ運行)

- さくらの山線
  - 成田空港第2旅客ターミナル - さくらの山（直通）

- そらまる線
  - さくらの山→空の駅風和里しばやま→ひこうきの丘→成田空港第2ターミナル→さくらの山(土休日のみ運行)
  - さくらの山→成田空港第2ターミナル→臨空ビル前・芝山千代田駅入口→南部貨物地区→博物館北→航空科学博物館→空の駅風和里しばやま→ひこうきの丘→さくらの山(土休日のみ運行)

- 国際医療福祉大学成田病院線
  - JR成田駅 - （京成東口） - （日吉台入口） - 大学病院 - 病院南（成田営業所〈旧・千葉交通〉との共管、ジェイアールバス関東との共同運行）
  - JR成田駅→大学病院（成田空港営業所は平日のみ運行、成田営業所〈旧・千葉交通〉との共管、ジェイアールバス関東との共同運行）
  - 大学病院→京成東口→JR成田駅（成田営業所〈旧・千葉交通〉との共管、ジェイアールバス関東との共同運行）

- 成田市場線　　　　　　　　　　　　　　　　
  - 成田空港第2ターミナル - 成田市場

### 深夜急行バス
- 新橋駅・有楽町駅・上野駅→金町駅・松戸駅・北松戸駅・新松戸駅・常盤平駅・五香駅・六実駅・新鎌ヶ谷駅・白井駅・千葉ニュータウン中央駅・京成成田駅・成田空港
  - 2008年2月18日：京成バスが運行していた深夜急行バスを移管した。
  - 2008年6月16日：千葉ニュータウン中央駅まで延長し、金町駅・松戸本町からも乗車可能になった。
  - 2012年12月3日：毎日運行。
  - 2020年4月18日：新型コロナウイルス感染症流行により運休
- 新橋駅・有楽町駅・東京駅→西船橋駅・馬込沢駅・鎌ヶ谷大仏駅・西白井駅・白井駅・千葉ニュータウン中央駅・印西牧の原駅・印旛日本医大駅・成田ニュータウン中央・成田駅西口・京成成田駅・成田空港
  - 2011年7月25日：運行開始。西船橋駅からの乗車扱いあり。
  - 2012年12月3日：成田空港まで路線を延長し、毎日運行に変更。
  - 2013年4月19日：乗車取扱停留所が追加。馬込沢駅・鎌ヶ谷大仏駅・西白井駅・白井駅・千葉ニュータウン中央駅・印西牧の原駅・印旛日本医大駅で乗車の場合は京成成田駅と成田空港のみ下車可能。成田税務署前・成田駅西口・京成成田駅で乗車の場合は成田空港のみ下車可能。
  - 2020年4月18日：新型コロナウイルス感染症流行により運休

## 廃止路線

### 一般路線バス
- 阪急線
  - 成田空港第2旅客ターミナル - 登戸台 - 阪急カーゴ
    - 2010年8月31日限りで廃止された[23]。
- 成田空港駅・空港ターミナル連絡バス
  - 成田空港駅（現：東成田駅） - 成田空港旅客ターミナル
    - 1978年（昭和53年）5月の成田空港開港・京成電鉄成田空港駅開業に伴い、京成電鉄経由の空港利用客の輸送のため運行を開始した。
    - 運行開始から3年後の1981年（昭和56年）当時は、側面に大型方向幕を装備した長尺3扉の専用車を使用して運行され、所要時間6分・運賃130円であった[24]。京成電鉄のスカイライナーとの接続利用を主眼に、バスはスカイライナーと同一の塗色を施していた[24]。
    - 成田空港駅が空港ターミナルから離れた場所に設置されたことから、連絡輸送のために開設された路線であった[24] が、乗換えの不便さから京成電鉄の利用客が伸びず、開業以来利用の低迷が続いた。1980年代後期頃からリムジンバス等が道路混雑の影響を受けるようになり、京成電鉄の利用が見直されるようになるとこの路線の利用者も増加が見られるようになった。
    - 1991年3月の空港ターミナルビル地下への京成電鉄線・JR線乗入れ後は、空港利用客の多くが新線に移行し、この路線の運行本数は約1/3に減便となった[25]。その後は空港第1・第2旅客ターミナルの整備に伴い、貸切形態の無料ターミナル間連絡バス（上記）に機能を移行して廃止となった。
- サークルバス
  - （JR成田駅）- イオンモール成田 - 成田空港周辺ホテル（ホテルマイステイズプレミア成田・ヒルトン成田・ANAクラウンプラザホテル成田・ホテル日航成田・成田東武ホテルエアポート・マロウドインターナショナルホテル成田） 

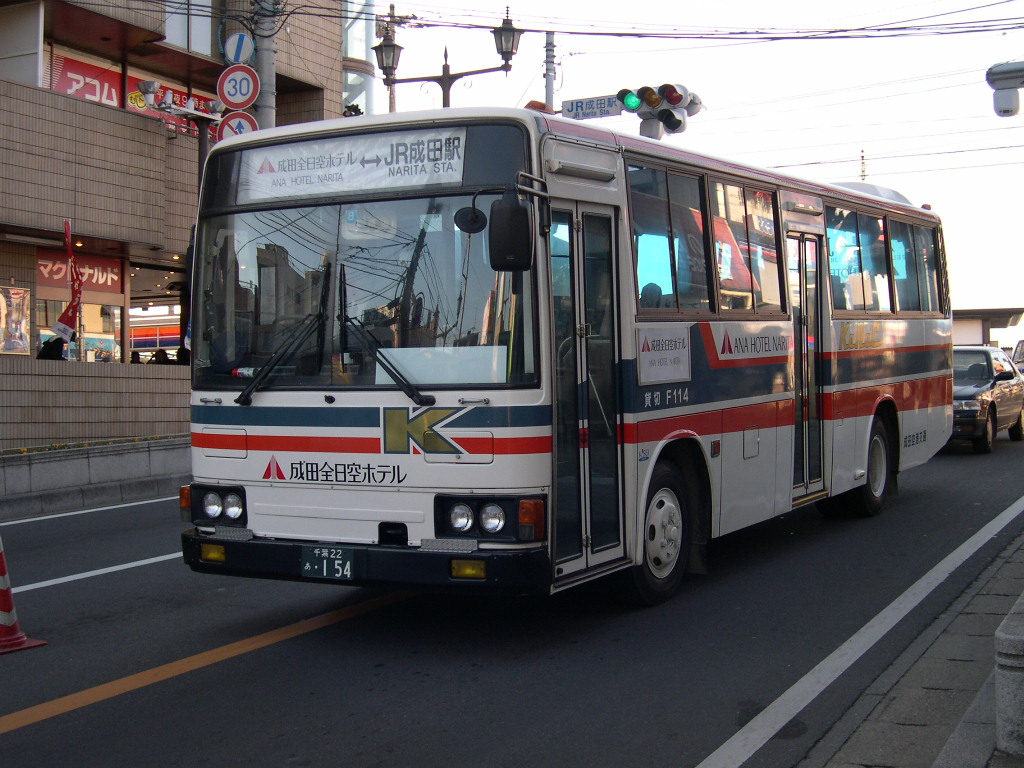
過去の車両

    - 過去の車両千葉交通との共同運行で、車両は中型路線車を使用[26]。
    - 2018年5月31日までは成田空港交通が担当するAルート、千葉交通が担当するBルートの2路線が存在し、京成成田駅経由でホテル以外の停留所にも停車していた[26]。民間路線ではあるが当時はコミュニティバス的な性格の路線であった。成田市公式サイトのコミュニティバスのページにもサークルバスへのリンクが掲載されている[26]。
    - 翌6月1日よりルート変更、京成成田駅への乗り入れを中止。朝1便のみJR成田駅発、以降はイオンモール成田とホテルのみ停車となる[27]。生活路線も兼ねた路線から、ホテル輸送に特化した路線に変更された。
    - 2019年7月15日をもって廃止された。

### 高速バス
- 成田空港 - 誉田駅・鎌取駅・鎌取インター（千葉中央バスと共同運行）
  - 2012年12月13日：運行開始。
  - 2014年3月31日：運行休止。
- 成田空港・東京ディズニーリゾート(TDR) - 金沢線（北陸鉄道と共同運行）
  - 仙台線とほぼ同時期に京成バスから移管されたが、こちらは移管後1年ほどで廃止された。

### 特定輸送

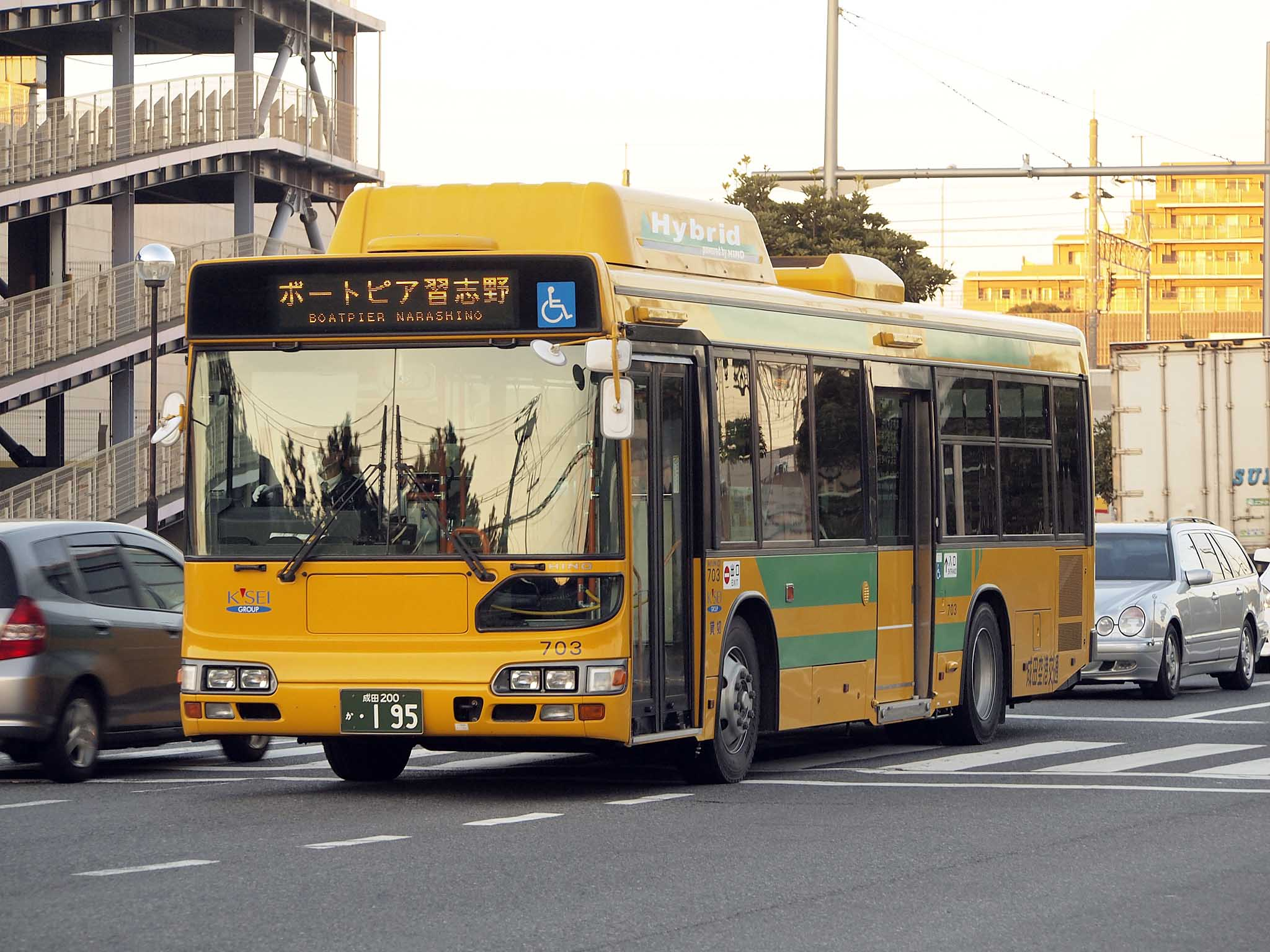
ボートピア習志野送迎バス

習志野市周辺の工場従業員の契約輸送を行っていた。また2011年10月1日より、京成バス船橋営業所より津田沼駅・京成津田沼駅からボートピア習志野（場外舟券売場）来場者の送迎バスが移管され、2015年4月3日にちばシティバスに移管されるまで運行された。また同時に習志野市内の工場の契約輸送も京成バスに移管し、習志野市内からは撤退した。
ボートピア習志野の送迎バスには、日野・ブルーリボンシティハイブリッドが使用されていた。

## 車両
かつては三菱ふそうトラック・バス製の車両が中心で、空港内循環バスには三菱ふそう・エアロスターのCNGノンステップバスや、関東地区では数少ないエアロスターの3扉ノンステップ車が導入されていた。
2008年からは、日野自動車製のブルーリボンシティハイブリッドやセレガが導入されているほか、並行して京成グループから転入した車両もあり、2023年現在はブルーリボンⅡなどの日野自動車が中心となっている。いすゞ自動車製の車両も少数存在している。
以前の空港内循環バスには、ネオプラン製のサンライナーも使用されており、ランプバス向けに設計された横置きエンジンのFF車で、後輪もシングルタイヤである。また、新習志野地区での契約輸送には、京成バス・千葉内陸バスの日野・ブルーリボン、東京ベイシティ交通のいすゞ・キュービックを、塗装はそのままで社名のみ変更して使用していた。
開業当初の成田空港駅・空港ターミナル連絡バスの塗装は、スカイライナーAE形電車登場時の塗装に準じたクリームとマルーンの塗り分けだった。その後スカイライナーの塗色変更に合わせてアイボリーベースに赤と青のストライプに変更された。

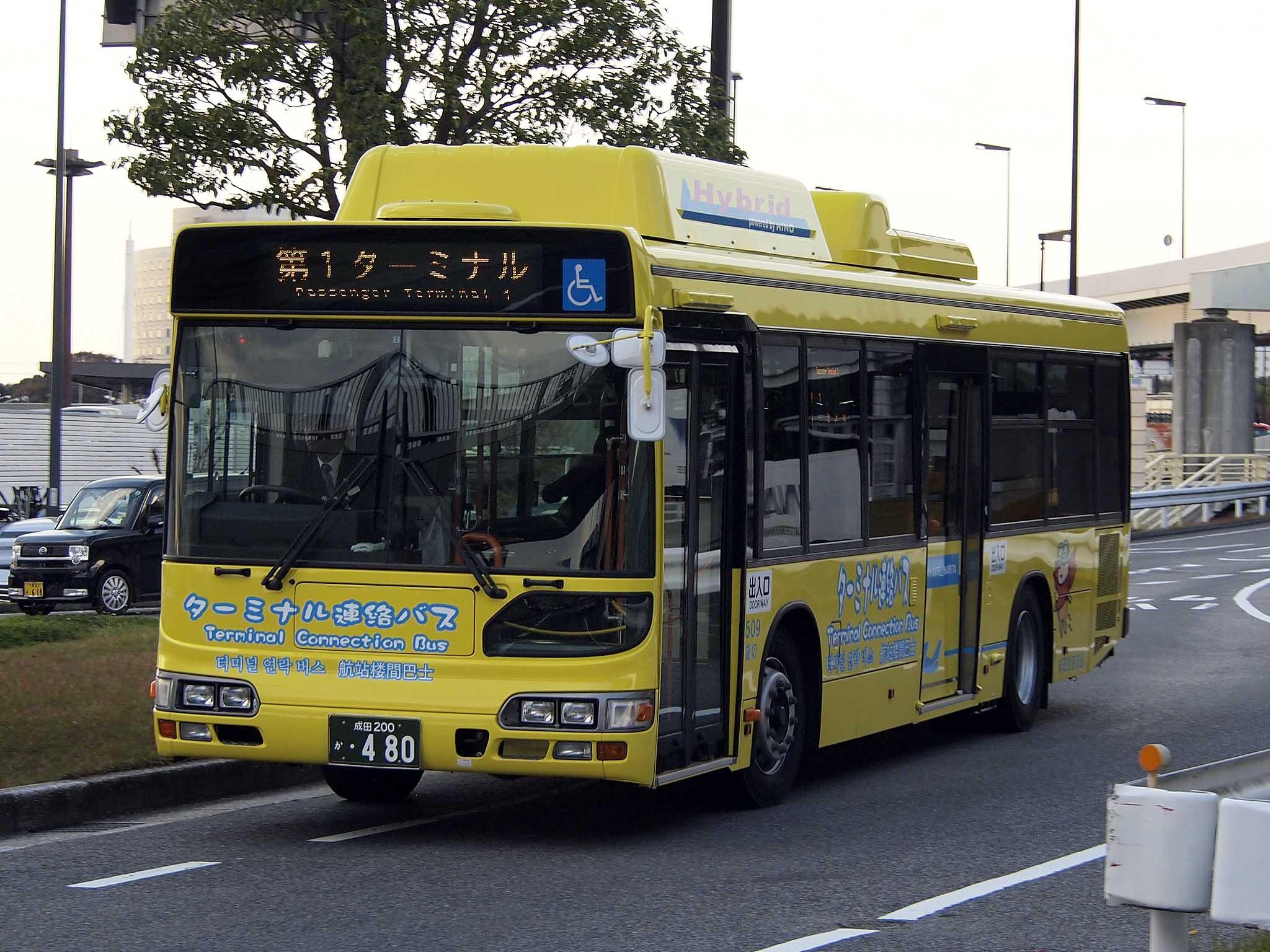
成田空港ターミナルビル循環用のブルーリボンシティハイブリッド
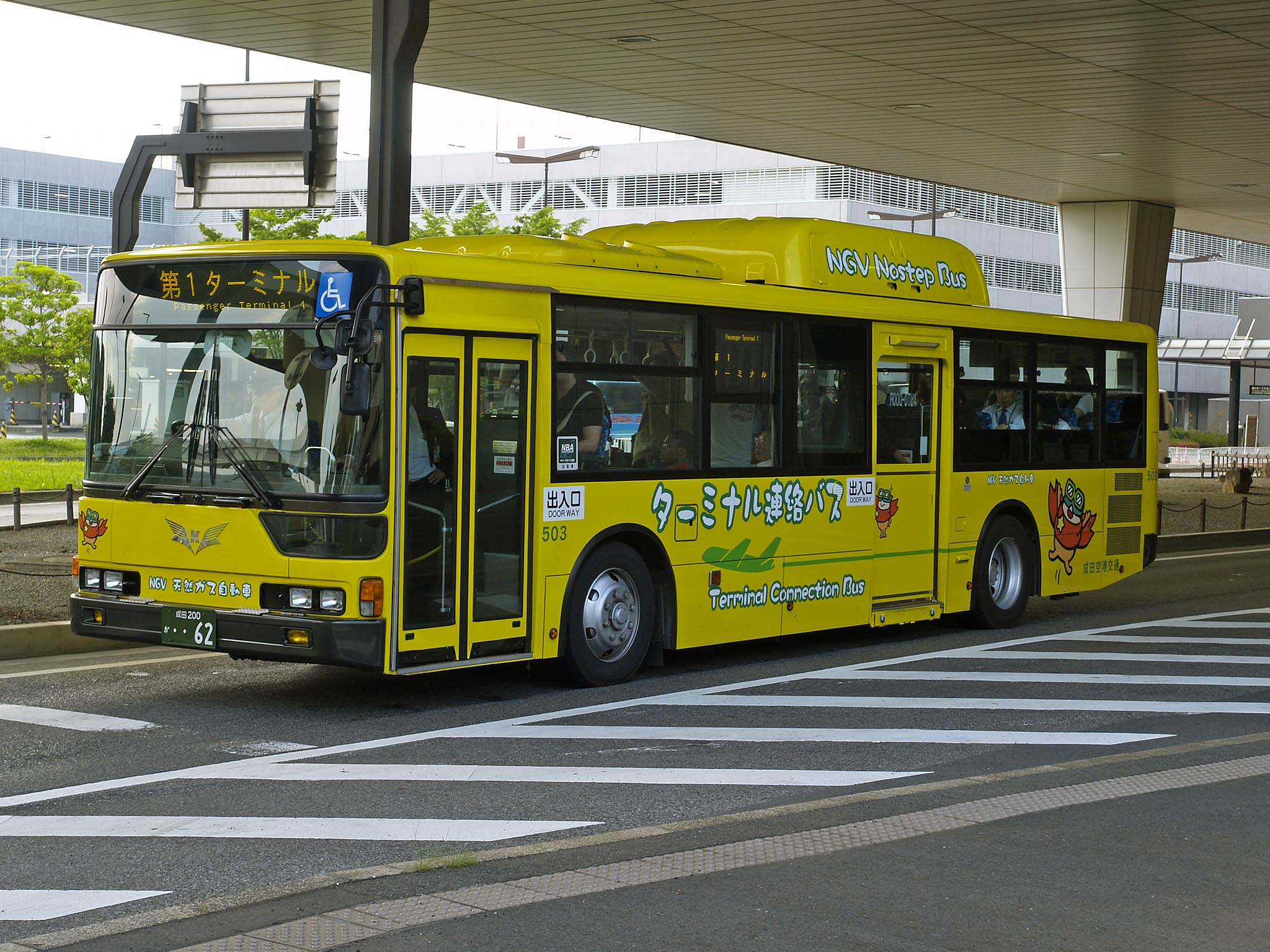
成田空港ターミナルビル循環用のエアロスターCNGノンステップ車
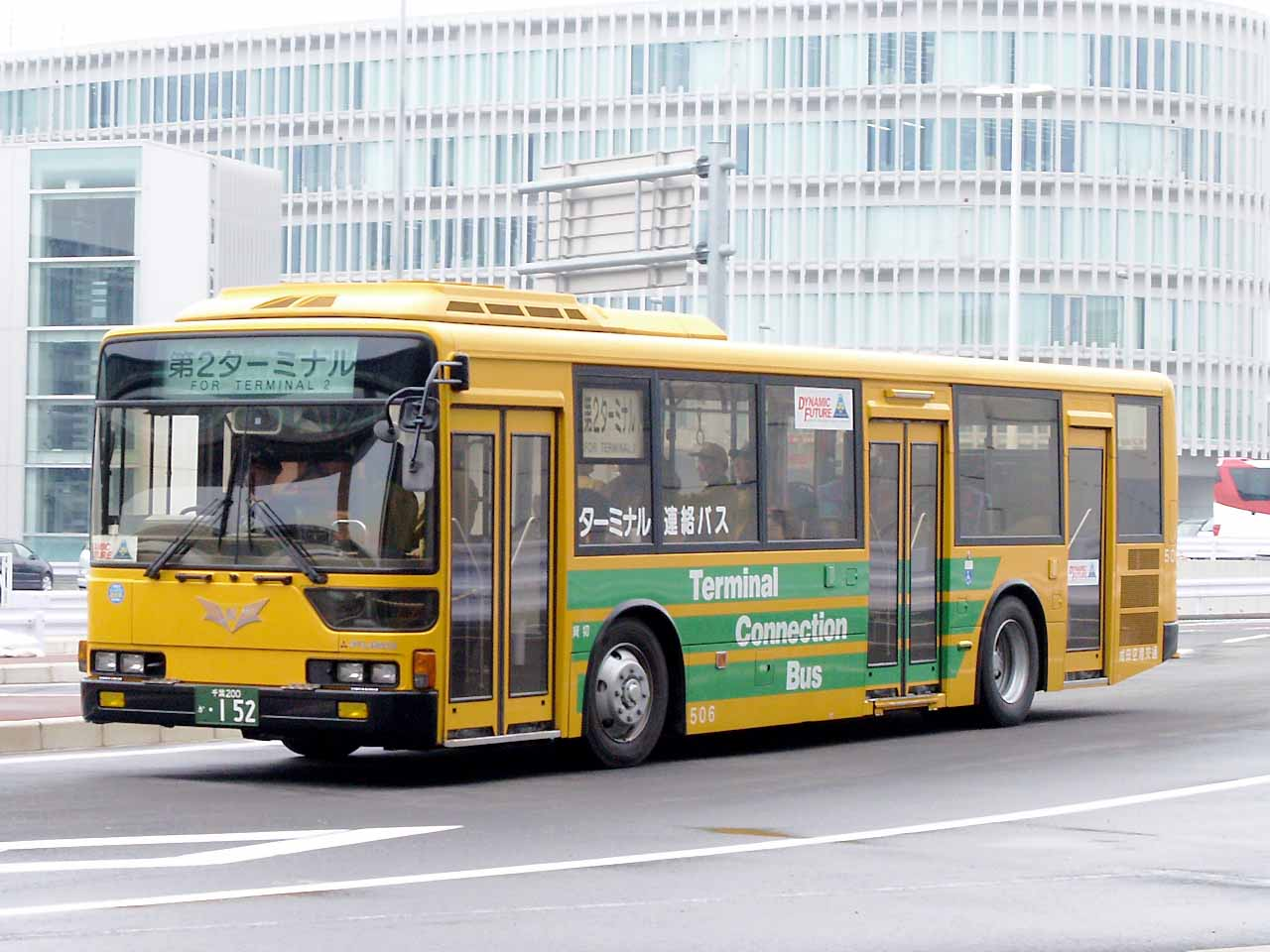
成田空港ターミナルビル循環用のエアロスター3扉ノンステップ車
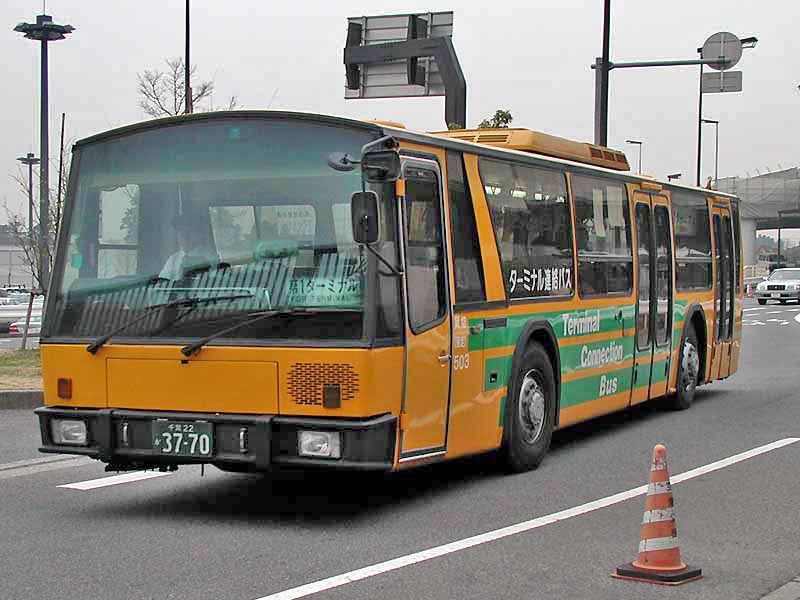
かつて成田空港ターミナルビル循環用に導入されていたネオプラン・サンライナー
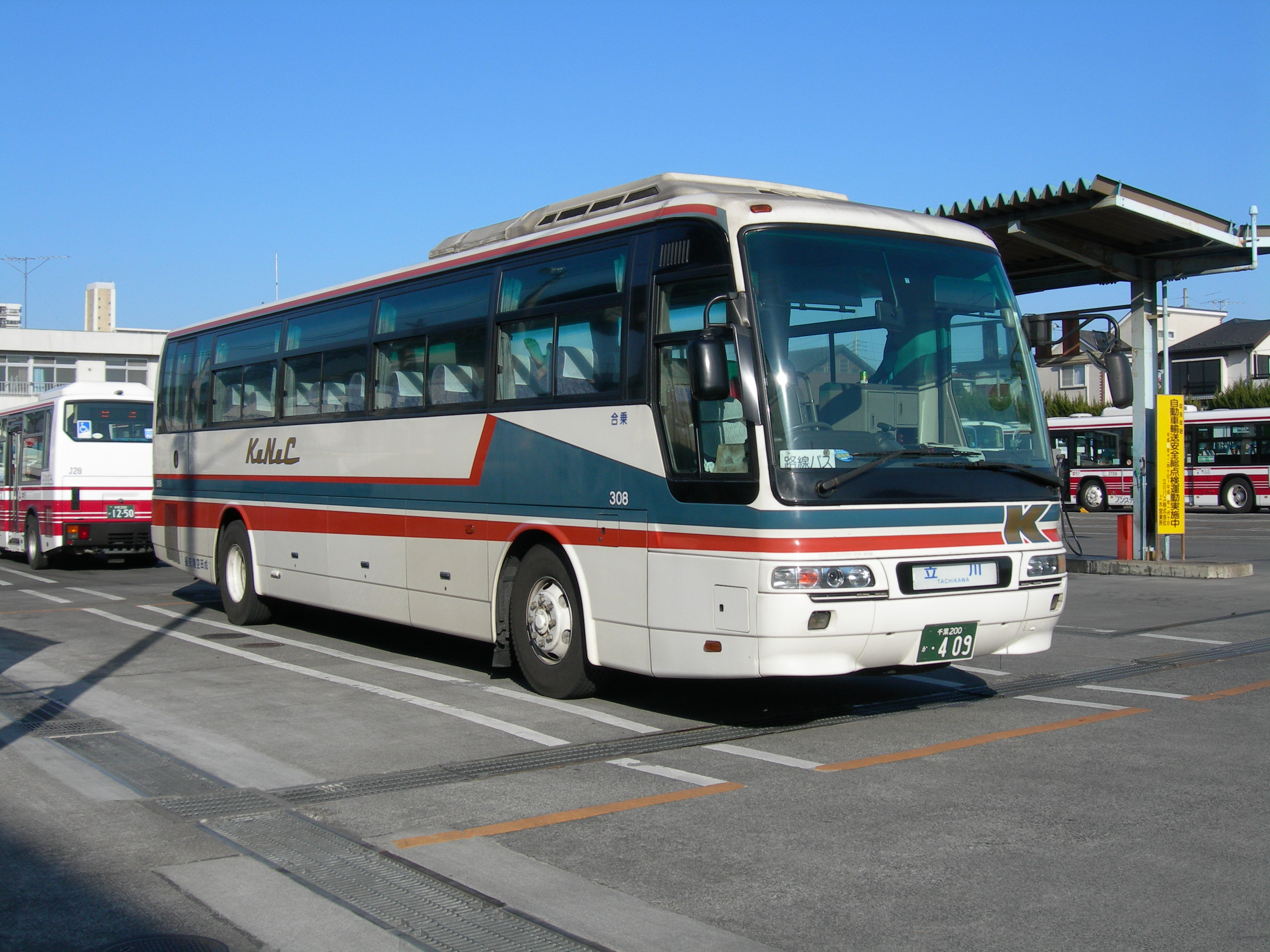
高速車として使用される三菱エアロバス
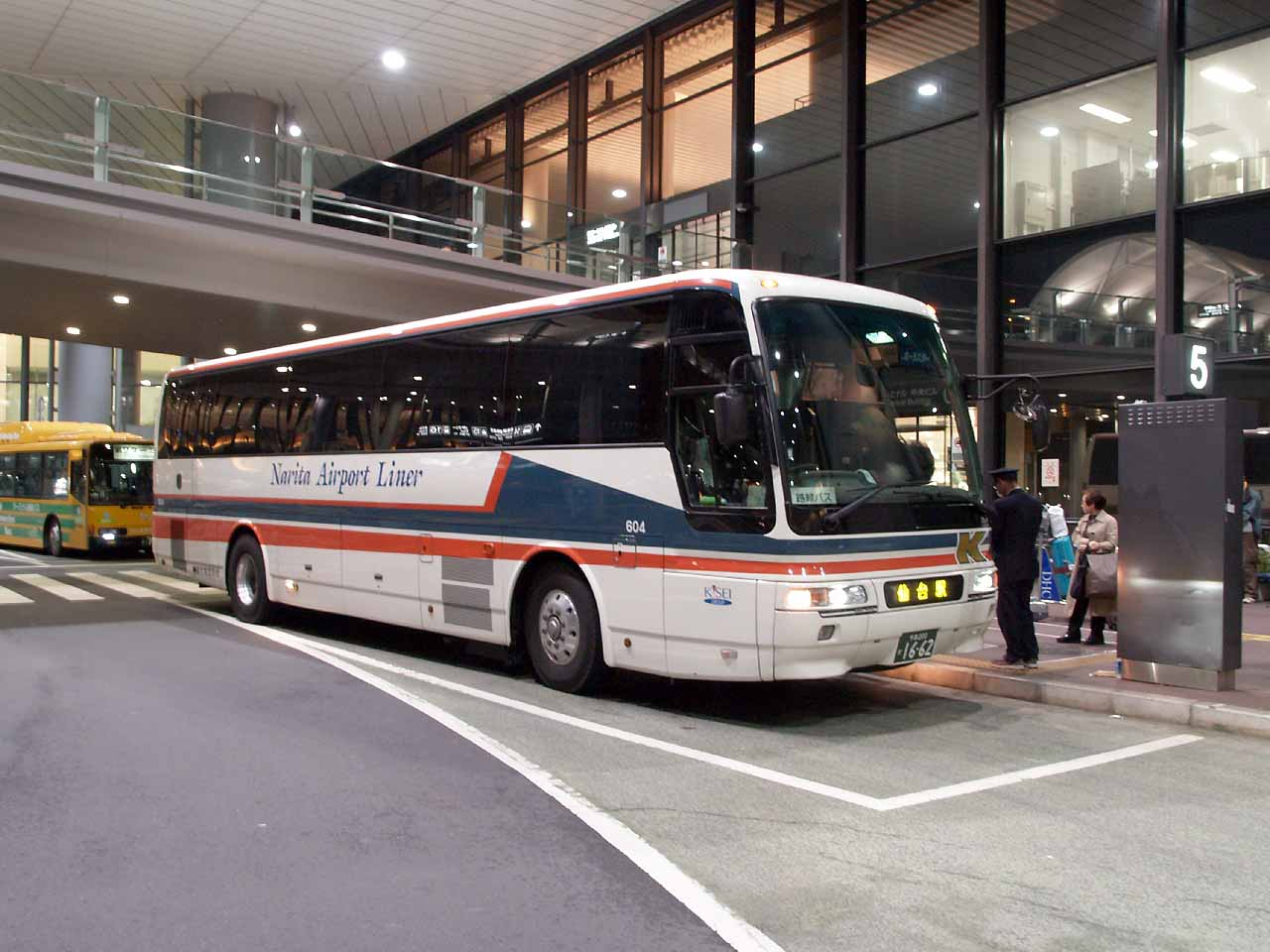
夜行高速車として使用されていた三菱エアロバス
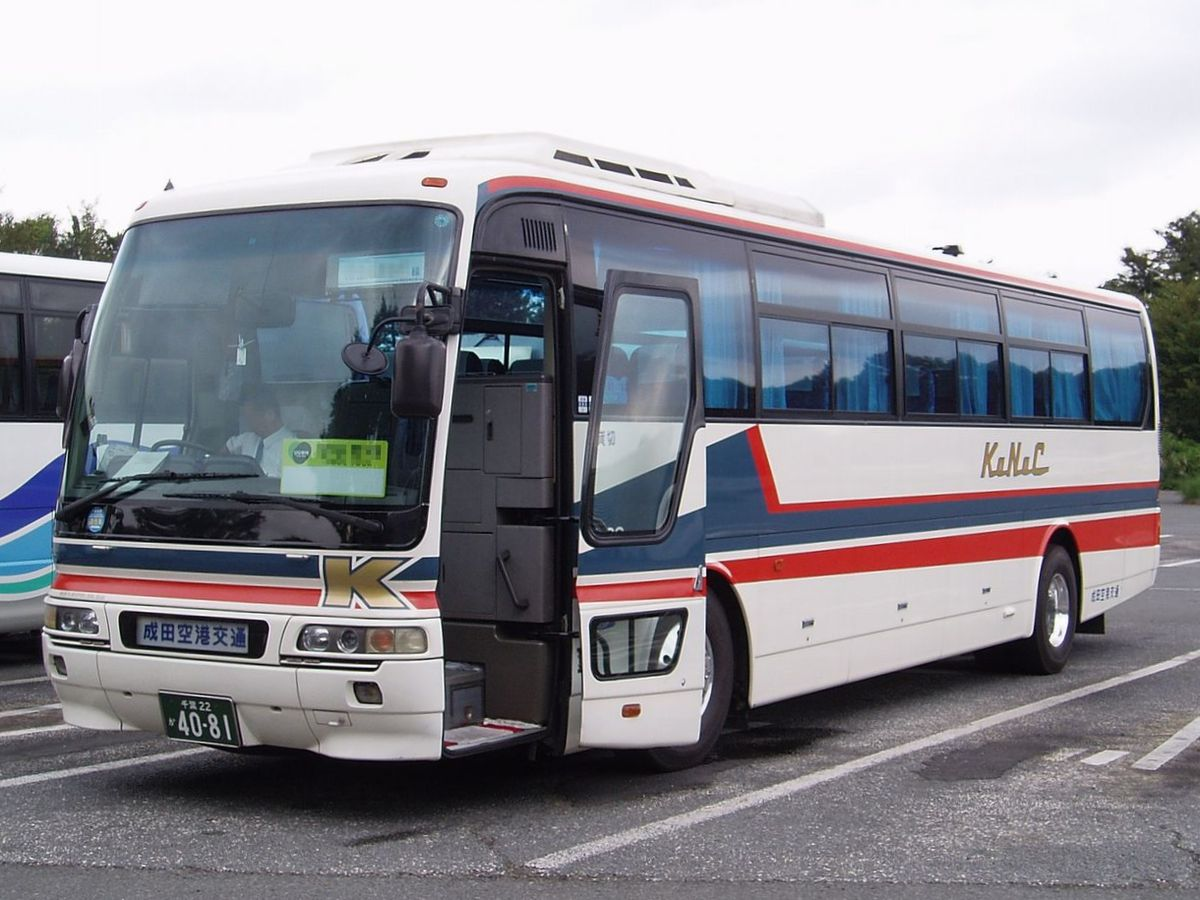
貸切車として使用される三菱エアロバス
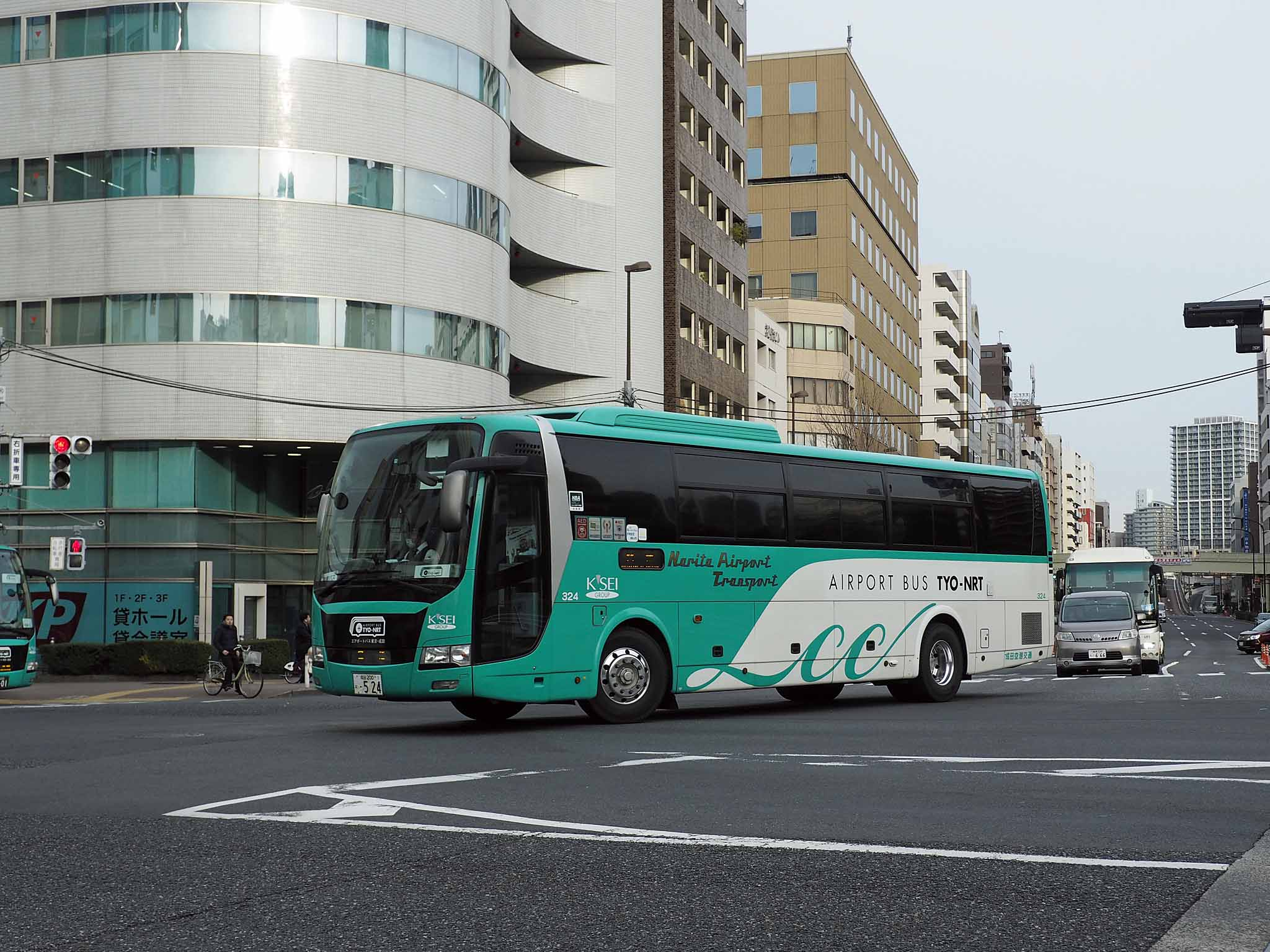
「エアポートバス東京・成田」専用車（三菱エアロエース）
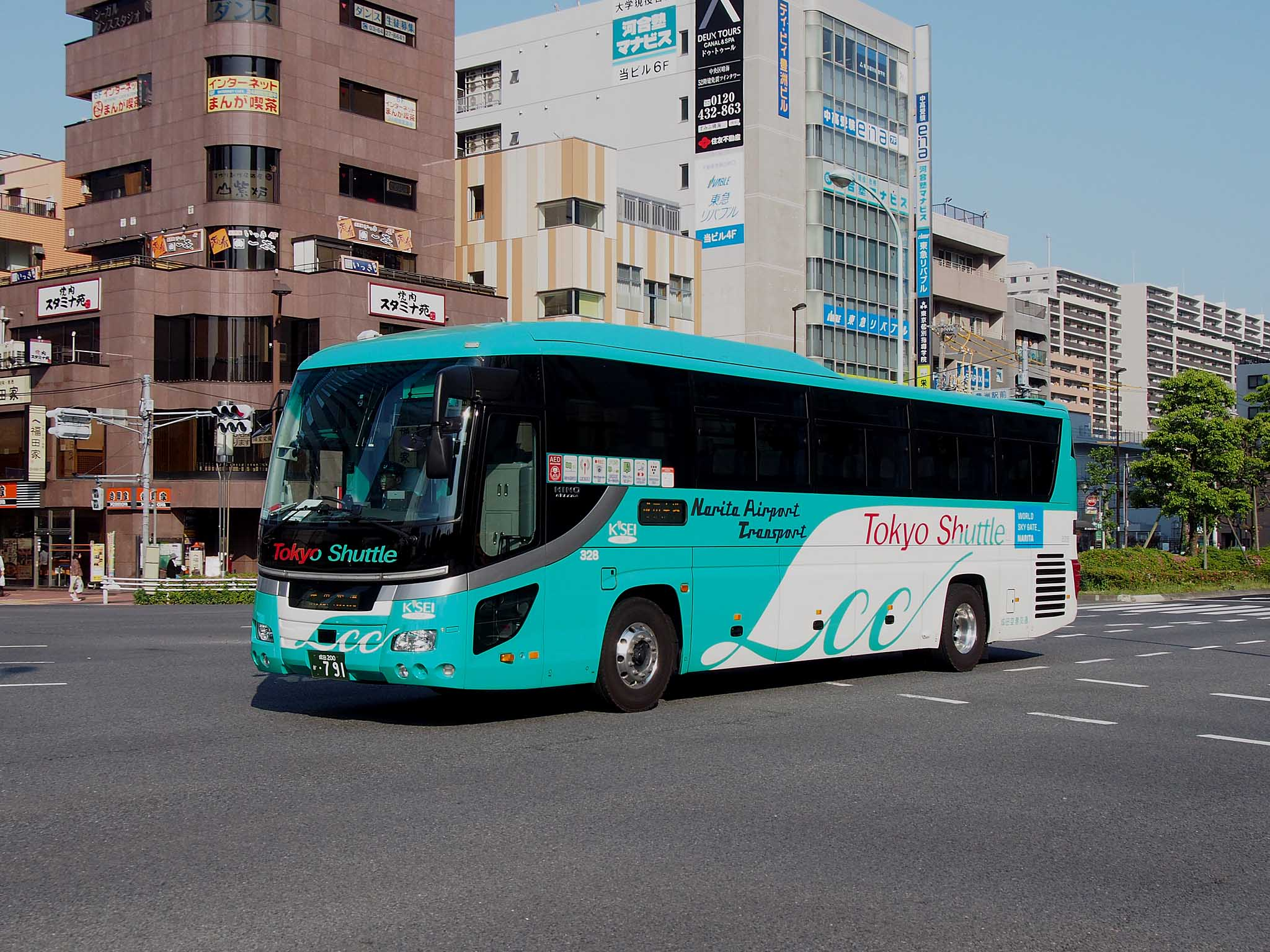
「エアポートバス東京・成田」専用車（日野セレガ、旧東京シャトル時代）
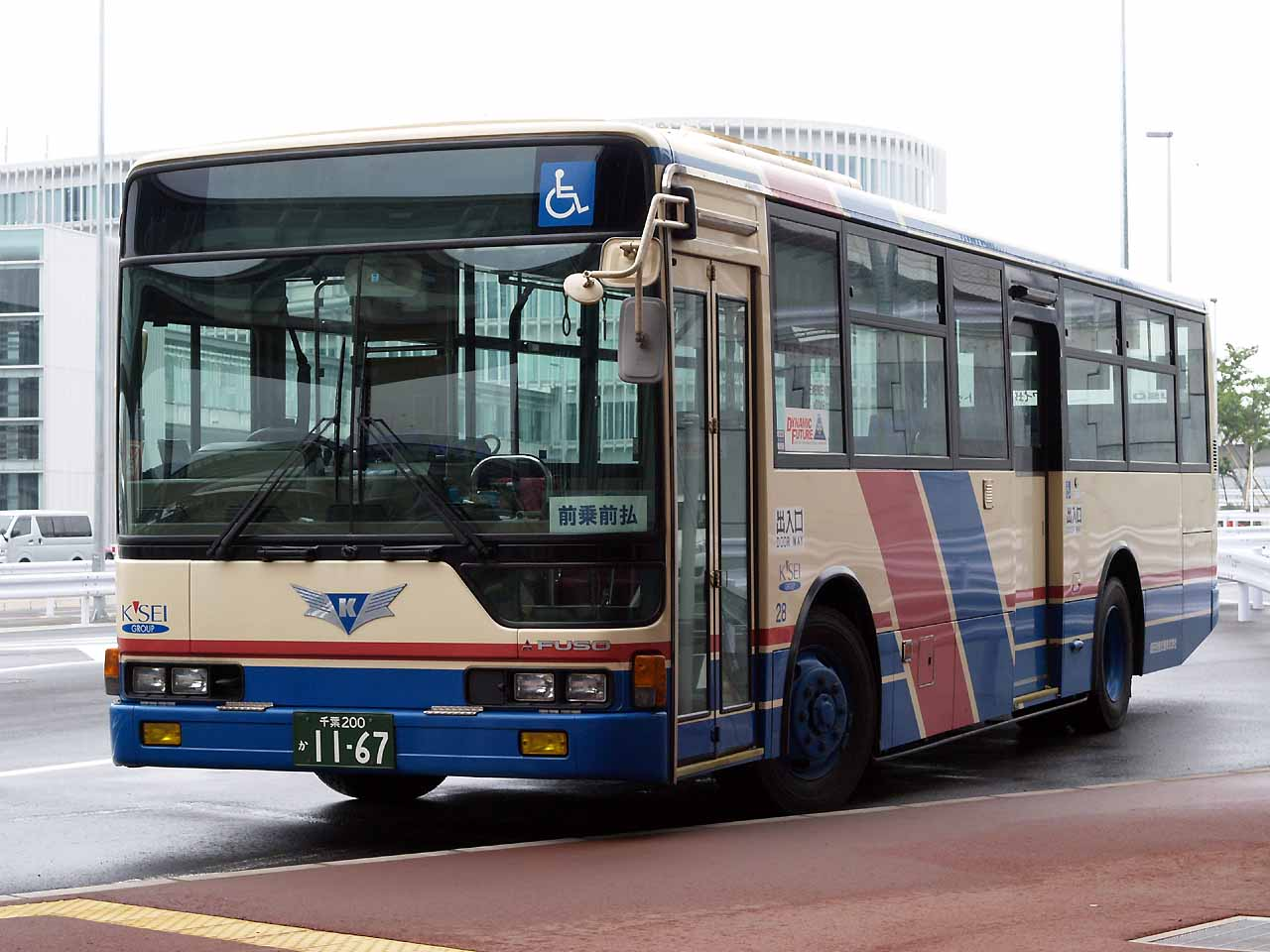
路線車